# Syntrichia fragilis
Syntrichia fragilis là một loài Rêu trong họ Pottiaceae. Loài này được (Taylor) Ochyra miêu tả khoa học đầu tiên năm 1992.